# Transakční zpracování
Transakční zpracování je v informatice a výpočetních technologiích zpracování, při kterém je skupina logických operací chápána jako transakce. Transakce musí být vždy provedena jako jeden celek. Pokud se při zpracování v rámci transakce vyskytne jakákoliv chyba a transakce nemůže být dokončena, všechny dílčí operace musejí být vráceny do stavu před začátkem transakce.

## Příklad
Předpokládejme, že chcete převést částku 1000 Kč z vašeho spořicího účtu na účet výdajový. To, co se na první pohled jeví jako jedna operace, jsou ve skutečnosti operace dvě. První operace představuje odepsání částky 1000 Kč ze spořicího účtu a druhá připsání částky 1000 Kč na výdajový účet. Pokud by se podařilo pouze odepsat částku ze spořicího účtu a připsání na výdajový účet by se z jakéhokoliv důvodu nepodařilo, částka 1000 Kč by se nenávratně ztratila. Ve skutečnosti je to obvykle ještě složitější a každá taková operace se skládá z řady podoperací. Každá tato podoperace může za určitých okolností skončit chybou.
Transakční zpracování dovoluje všechny tyto operace seskupit do jedné transakce. Transakce se pak chová jako jedna elementární operace. Buď se povede vše, nebo nic. Pokud z jakéhokoliv důvodu selže jakákoliv operace v rámci transakce, je možné transakci přerušit a stav systému vrátit do stavu před zahájením transakce.

## Užití
Transakční zpracování se nejčastěji používá v informačních systémech a databázích.